# David Condouant
David Condouant, né le 1er juillet 1974 à Agen (Lot-et-Garonne), est un joueur français de basket-ball. Il joue au poste de pivot.

## Clubs
- 1996-1997 :  Vichy (Pro B)
- 1997-1998 :  Saint-Brieuc (Pro B)
- 1998-2000 :  Poissy-Chatou (Pro B)
- 2000-2002 :  Hyères-Toulon (Pro B) - (Pro A)
- 2002-2004 :  Rueil (Pro B)
- 2004-2005 :  Rueil puis Charleville-Mézières (Pro B)
- 2005-2008 :  Charleville-Mézières (Pro B) - (Nationale 1)
- 2008-2010 :  Blois (Nationale 1)
- 2010-2013 :  Cergy-Pontoise (Nationale 2)
- 2013- :   Ministère des Finances (Nationale 3)
- 2023-2024 :  SA Gazinet Cestas (Départementale masculine 2)
- 2024-2025 : 🇫🇷 SA Mérignacais Pré-Nationale)

## Distinction individuelle
- MVP français de Pro B 1996-1997